# Regno di Soissons
Il Regno di Soissons, più propriamente noto come Dominio di Soissons (chiamato in latino Regnum Syagrii o Regnum Romanorum), fu uno stato nella Francia settentrionale, centrato attorno alla città di Soissons, che fu l'ultimo territorio dell'Impero Romano d'Occidente a cadere, nel 486, dieci anni dopo la deposizione di Romolo Augusto e sei dopo la morte di Giulio Nepote.
Il cosiddetto "regno di Soissons" era una provincia romana nella Gallia settentrionale: sebbene l'ultimo dei suoi governanti, Siagrio, fosse chiamato dai Franchi Rex romanorum ("Re dei Romani"), non fu mai un regno, né i suoi cittadini si considerarono altro che cittadini dell'Impero romano; per tanto il nome "dominio di Soissons" risulta più appropriato.

## Storia

### Egidio
Le origini del dominio vanno fatte ricondurre all'epoca dell'imperatore Maggioriano (457-461), il quale nominò Egidio magister militum della Gallia. All'epoca, il dominio romano nella regione era ridotto ad una porzione della Gallia settentrionale, con un corridoio che la congiungeva all'Italia.
Alla morte di Maggioriano per mano del generale romano di origine barbarica Ricimero, salì al trono l'imperatore Libio Severo. Egidio non riconobbe il nuovo imperatore, che gli inviò contro Agrippino. Agrippino si rivolse ai Visigoti e col loro aiuto combatté contro Egidio e i suoi alleati Franchi, condotti dal re Childerico I: per ottenerne il sostegno, nel 462 Agrippino diede ai Visigoti l'accesso al Mar Mediterraneo, assegnando loro la città di Narbona, separando di fatto Egidio dal resto dell'impero. Egidio e Childerico sconfissero però i Visigoti ad Orléans nel 463.
Dopo questa vittoria, Egidio non portò attacchi contro i Visigoti; è però noto che nel 465 inviò una ambasciata ai Vandali, forse per cercare il loro aiuto contro le popolazioni barbariche di stanza in Gallia.
Esiste la possibilità che i Romano-Bretoni abbiano richiesto l'assistenza di Egidio: ad ogni modo, è probabile che i Romano-Bretoni stanziati in Armorica, quindi al confine con il dominio di Egidio, avessero rapporti commerciali e di assistenza con i Romani di Soissons, se non altro perché erano gli ultimi avamposti romani, circondati da popolazioni barbariche.

### Siagrio
Nel 465 Egidio morì, assassinato per mano di un sicario di uno dei nemici di Childerico: gli succedette per breve tempo il comes Paolo, ucciso da Childerico, poi il figlio Siagrio. Siagrio governò la provincia col titolo di dux, di comandante militare provinciale, ma le tribù germaniche confinanti lo definivano Rex romanorum. Anche dopo la caduta dell'Impero romano d'Occidente, nel 476, Siagrio continuò a governare come ufficiale romano, riconoscendo come imperatore Giulio Nepote , che governava in Dalmazia. Alla morte di questi, nel 480, Siagrio riconobbe come imperatore Zenone , che governava allora sul trono d'Oriente, ma che non poté portare aiuti all'enclave romana in Gallia.
A differenza del padre, Siagrio combatté le mire espansionistiche del nuovo re dei Franchi, Clodoveo I, figlio di Childerico. Nel 486 le forze di Siagrio vennero sconfitte nella Battaglia di Soissons, segnando la fine dell'ultimo baluardo romano. Siagrio fuggì dal re dei Visigoti Alarico II, che però lo tradì e lo consegnò a Clodoveo, che lo fece uccidere l'anno successivo, sospettandolo di complotto.

## Esercito
Quando Egidio fu nominato magister militum della Gallia dall'imperatore Maggioriano, prese il controllo delle restanti truppe romane in Gallia. Secondo lo scrittore romano d'Oriente Prisco, Egidio e Siagrio comandavano entrambi "grandi forze". A un certo punto, Egidio o Siagrio minacciarono persino l'Impero romano d'Occidente di invadere l'Italia se l'impero non avesse accolto le loro richieste. Le loro forze offrirono anche un'efficace resistenza al potere del regno visigoto, a sud e a ovest di Soissons. Non sono tuttavia disponibili dati che consentano di esprimere un giudizio sulla forza complessiva dell'esercito.

## Governanti di Soissons
- Egidio (457-464)
- Paolo (464)
- Siagrio (464-486)

### Fonti primarie
- Gregorio di Tours, Historiae

### Fonti secondarie
- Drinkwater, John, e Hugh Elton, Fifth-Century Gaul: A Crisis of Identity?, Cambridge University Press, ISBN 0-521-52933-6, pp. 172–174.
- MacGeorge, Penny, Late Roman Warlords, Oxford University Press, 2002, ISBN 0-19-925244-0.
- O'Flynn, John Michael, Generalissimos of the Western Roman Empire, University of Alberta, 1983, ISBN 0-88864-031-5, pp. 110–111, 124-125; ed. it. I generalissimi dell'Impero romano d'Occidente, Ar, Padova, 2020, pp. 157, 163-164.